# Гольшанська Василіса Андріївна
Василіса Гольшанська, прозвана Білухою (рус. Wasilisa Holszanska, prozwiszczom Bełucha; пом. пред 25 серпня 1484) — старша дочка литовсько-руського православного князя, київського намісника Андрія Івановича Гольшанського та Олександри Дмитрівни Друцької. Жінка кн. Івана Бєльського.

## Життєпис
Іще геть юною вона лишилась без батька й відтоді замешкувала разом з матір'ю і сестрами — Софією та Марією — при дворі свого вуя Семена Друцького, в гурті його синів, осторонь можних стриїв і тітки. Близько 1421 року дівчина пошлюбила небожа      польського короля Ягайла, котрий, свою чергою, сам обручивсь із середульшою сестрою Василіси під час навідин ВКЛ зимою 1420/21 року; це сталось, либонь, по намові вел. кн. Вітовта.    
На сторінках Хроніки Биховця, створеної у середині XVI століття наближеним до кола Гольшанських автором, історія обросла легендарними звістками, начебто змовини відбулися в Друцьку, куди Ягайло з Вітовтом та Іваном Володимировичем прибули після смоленського походу. За обідом у Семена Дмитровича доперва овдовілий король, чия «wżo tretiaia żona była umerła bez płodu», примітив двох його молодих і вродливих племінниць, надумавши побратися з Софією; у Василіси він зауважив вусики, що, на його думку, свідчило про міцне здоров'я дівчини, а оскільки був уже дійшлого віку, то не смів на неї понадитися. Тогочасний обичай, щоправда, не допускав, аби молодшу доньку видавали перед старшою, одначе вихід хутко знайшовсь: В. Гольшанську засватали братаничеві Ягайла.    
Подружжя дочекалось 4 синів (Федір і Семен, а також, можливо, Іван та Януш) й 4 доньок: 
- Анна, дружина князя тешинського Болеслава II (з 28 січня 1448);
- Агнешка, жінка київського воєводи Івана Ходкевича;
- Марія, пішла під вінець з кн. Іваном Васильовичем Острозьким;
- Уляна, дружина кн. Дмитра Федоровича Одинцевича[3].

Десь в листопаді 1432 р. Василіса з дітьми та казною чоловіка трапила у бран к вел. кн. Свидригайлу, котрий саме здійснював похід на Литву (її схопили, очевидно, в обійсті, розміщеному на захід од річки Березини, тоді коли муж навідував Вільню або ж Троки).   
По кончині чоловіка пожиттєво тримала Смольняни Оршанського повіту, який відтак перейшов сину Семену, а в 1522 — до Костянтину Острозькому (з правом розширення й осадження міста, будівництва замку, відкриття торгу або корчми).
Інколи в літературі — із легкої руки історика Юзефа Вольфа — подибується хибне твердження, що згодом Гольшанська стала вдруге дружиною кн. Михайла Семеновича. 